# Bellot (cráter)

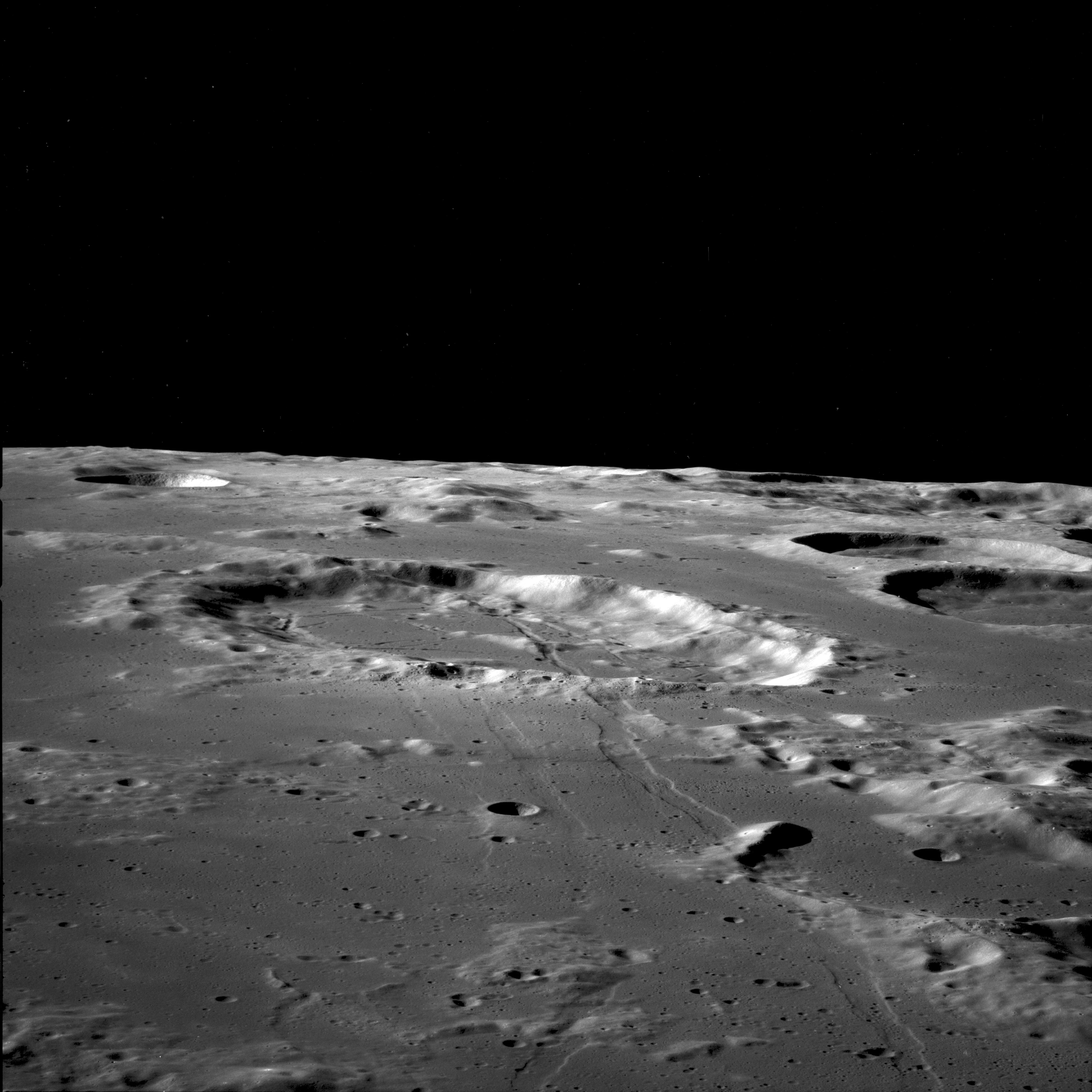
Entorno de Bellot, con Goclenius en el cierto

Bellot es un pequeño cráter de impacto lunar que se encuentra en el borde suroeste del Mare Fecunditatis, entre los cráteres Goclenius al noroeste y Crozier al sureste. Al suroeste se halla el cráter Colombo, y al oeste aparece el cráter Magelhaens.

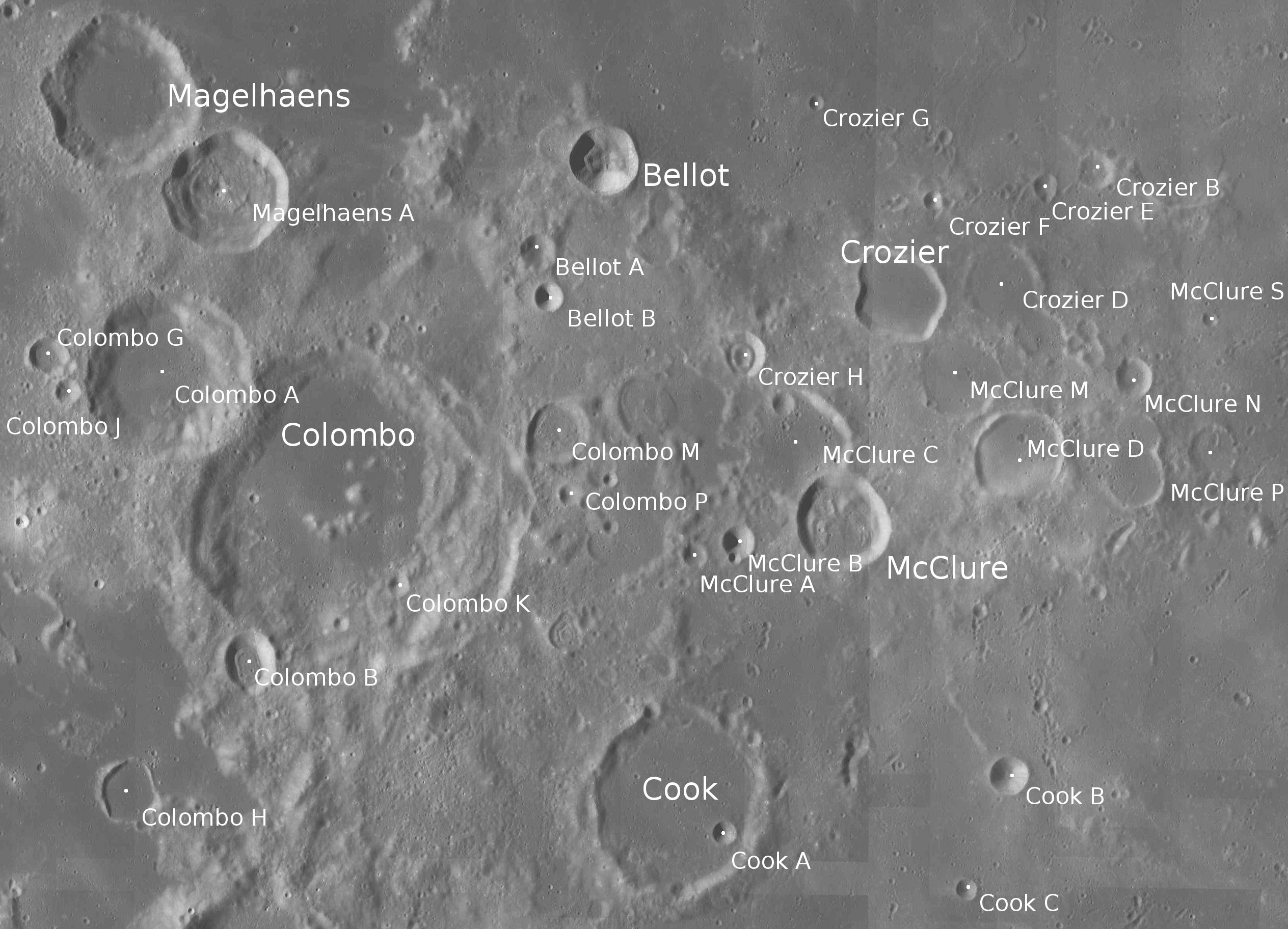
Fotografía de la misión Lunar Reconnaissance Orbiter

Este cráter es circular, con forma de cuenco y con una pequeña plataforma interior. Sus lados interiores se inclinan hacia el centro con suavidad. Las paredes interiores tienen un albedo más alto que mare cercano.

## Cráteres satélite
Por convención estos elementos son identificados en los mapas lunares poniendo la letra en el lado del punto medio del cráter que está más cerca de Bellot.
|        | \| Bellot \| Coordenadas \| Diámetro \| \| ------ \| ----------------------------- \| -------- \| \| A \| 13°24′S 47°42′E / -13.4, 47.7 \| 8 km \| \| B \| 13°30′S 47°48′E / -13.5, 47.8 \| 7 km \| |          |
| Bellot | Coordenadas | Diámetro |
| A      | 13°24′S 47°42′E / -13.4, 47.7 | 8 km     |
| B      | 13°30′S 47°48′E / -13.5, 47.8 | 7 km     |